# 巴列德瓦尔德韦萨纳
巴列德瓦尔德韦萨纳，是西班牙卡斯蒂利亚-莱昂布尔戈斯省的一个市镇。总面积175平方公里，总人口674人（2001年），人口密度4人/平方公里。